# 象限儀

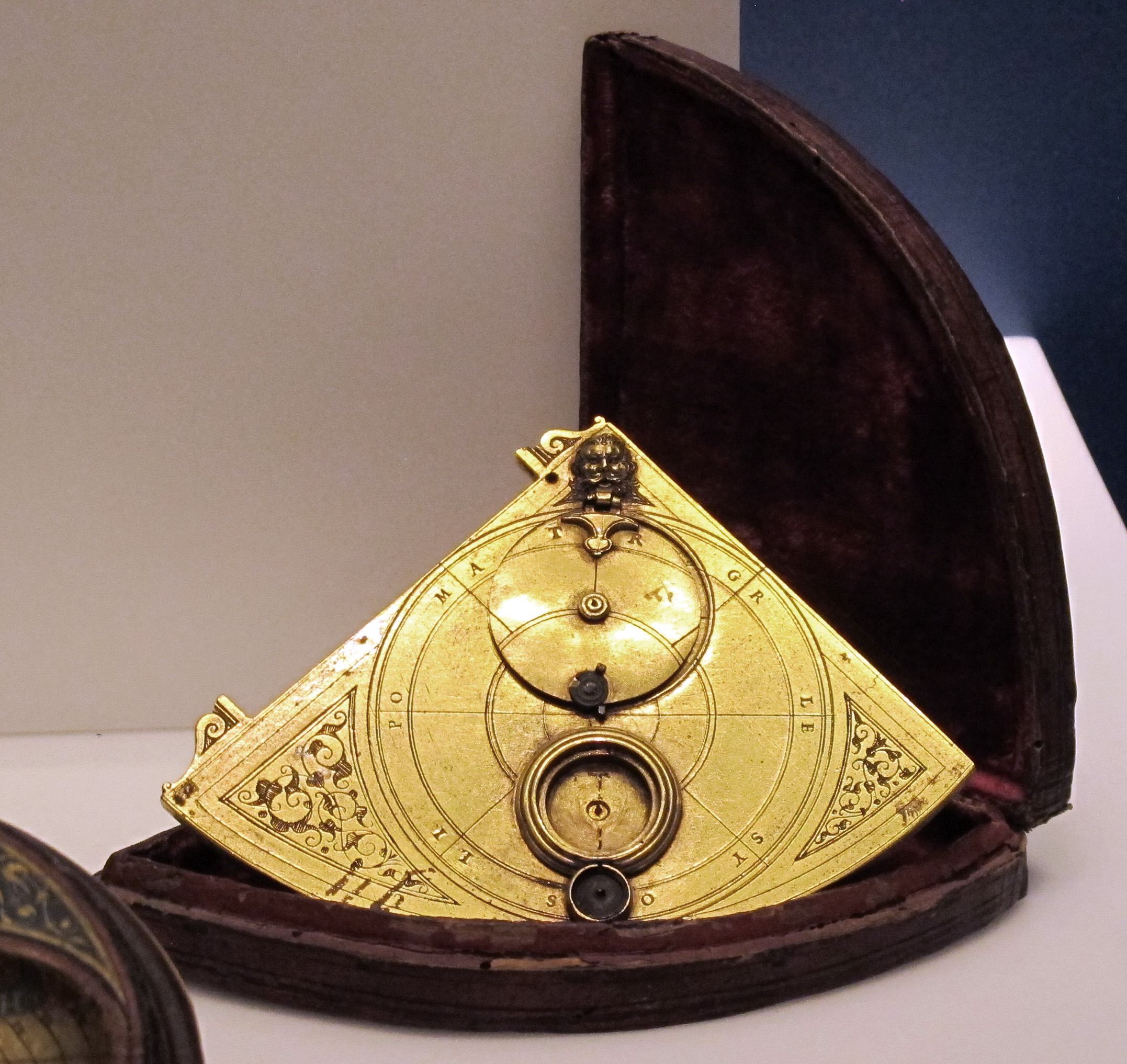
1550年-1600年ころの時刻用四分儀

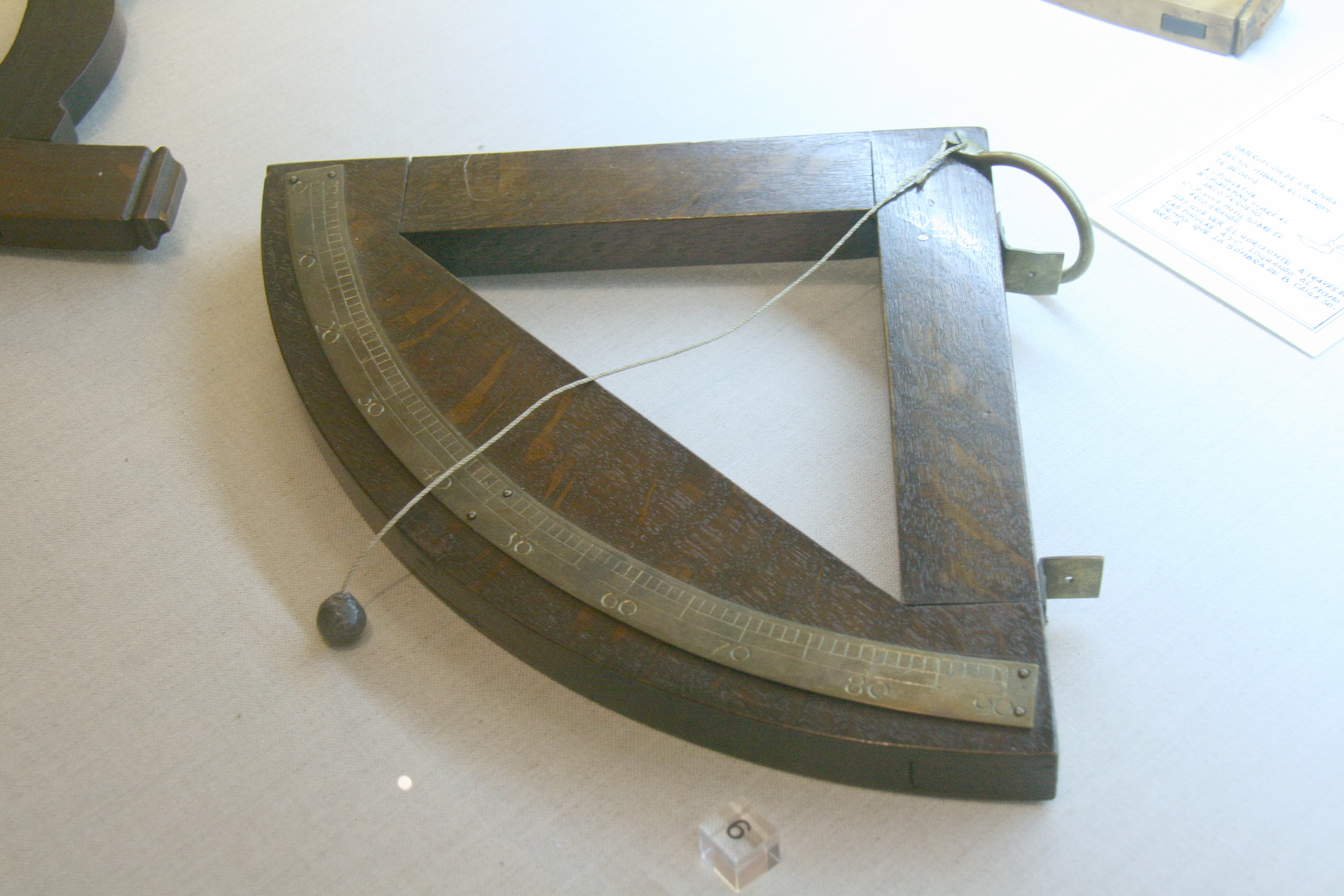
航海用四分儀

四分儀（しぶんぎ、英: quadrant）あるいは象限儀（しょうげんぎ）とは、円の4分の1の扇形をした目盛りのついた定規に照準類がついた道具。
いくつかの使用法がある。天体観測の道具として用いる場合は、主に天体の地平線からの高度を測定するために用いられた。また太陽や明るい星の子午線高度を利用して、観測者の地理的緯度を割り出すためにも使える。また観測者の緯度がすでに判っている場合は、時刻を得ることができる。たとえば天体観測の高度計、測量道具、航海道具、時計として使われた。
英語の名称 「quadrant クワドラント」は、もともと「円を4等分したそれぞれの扇形」という意味で、主要部品がその形状なのでそう名付けられた。日本語の「四分儀」や「象限儀」も同様の意味でつけられた。
四分儀についての初期の記録は、プトレマイオスによる『アルマゲスト』（西暦150年ころ）にまで遡る。この書でプトレマイオスは、ペグの影を90度の、目盛のついた弧に投影することによって、正午の太陽の高度を測定できる道具について言及している。
四分儀はイスラーム世界でさかんに用いられた。大きな据え置き型もあり、小さな携帯用のものもあった。携帯型の小さな四分儀は（イスラームの）中世期にはかなり広く使われていて、太陽の高度から現在時刻を割り出すのに用いられていた。（携帯型の時計として用いられたというわけである。このタイプは「horary quadrant」（時刻四分儀）として知られている。）
最も一般的なタイプの四分儀は、「quadras vetus」や「old quadrant」と呼ばれるもので、あらゆる緯度で使用できるものだった。測定された太陽高度を時刻に変換するように設計されている。使い方としては、まず観測者の緯度と（一年の中での）日付に応じて、弦上でビーズをスライドさせる。次に、四分儀の端に固定された一対の照準を通して太陽を観察し、ビーズが四分儀の表面に投影された時刻線と交差する位置に表示されている時刻表示を読み取る。
ほかにも、特定の緯度でだけで使うように設計されたタイプもあり、黄道を示す目盛があった。前述のquadras vetusの場合と同じように太陽を観察するが、このタイプでは黄道のしるしと時の系列とが交差する位置を見つけて時刻を読み取った。
船乗りによる四分儀の使用の記録は、少なくとも1200年代にまで遡ることができる。そして1450年ころには船乗りの間で相当に広まっていた。当時は木製や真鍮製だった
。

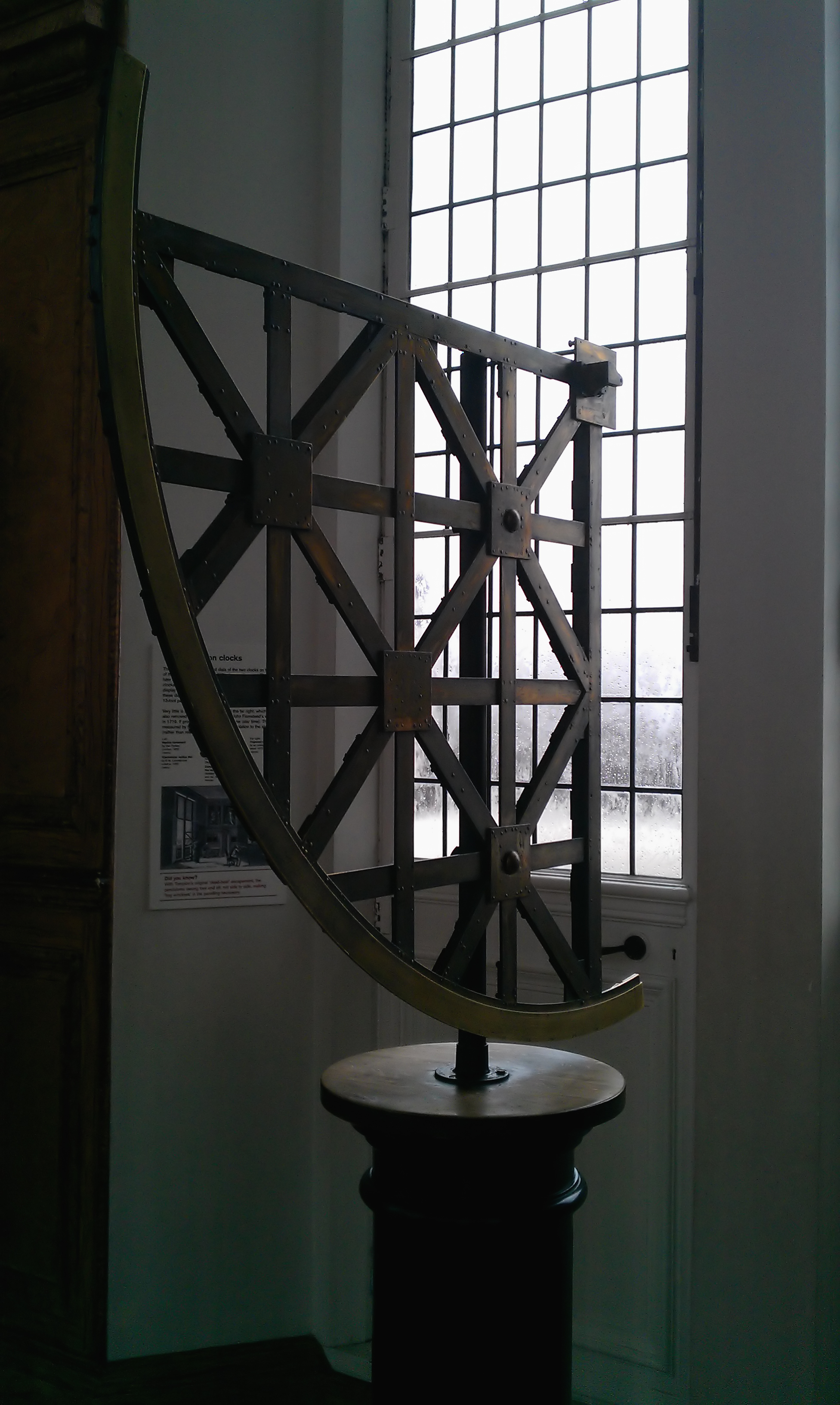
天体観測用四分儀
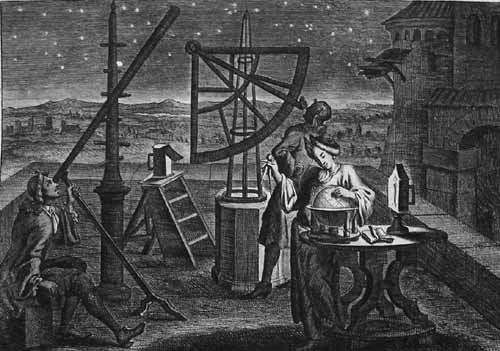
天体観測での四分儀の使用の様子
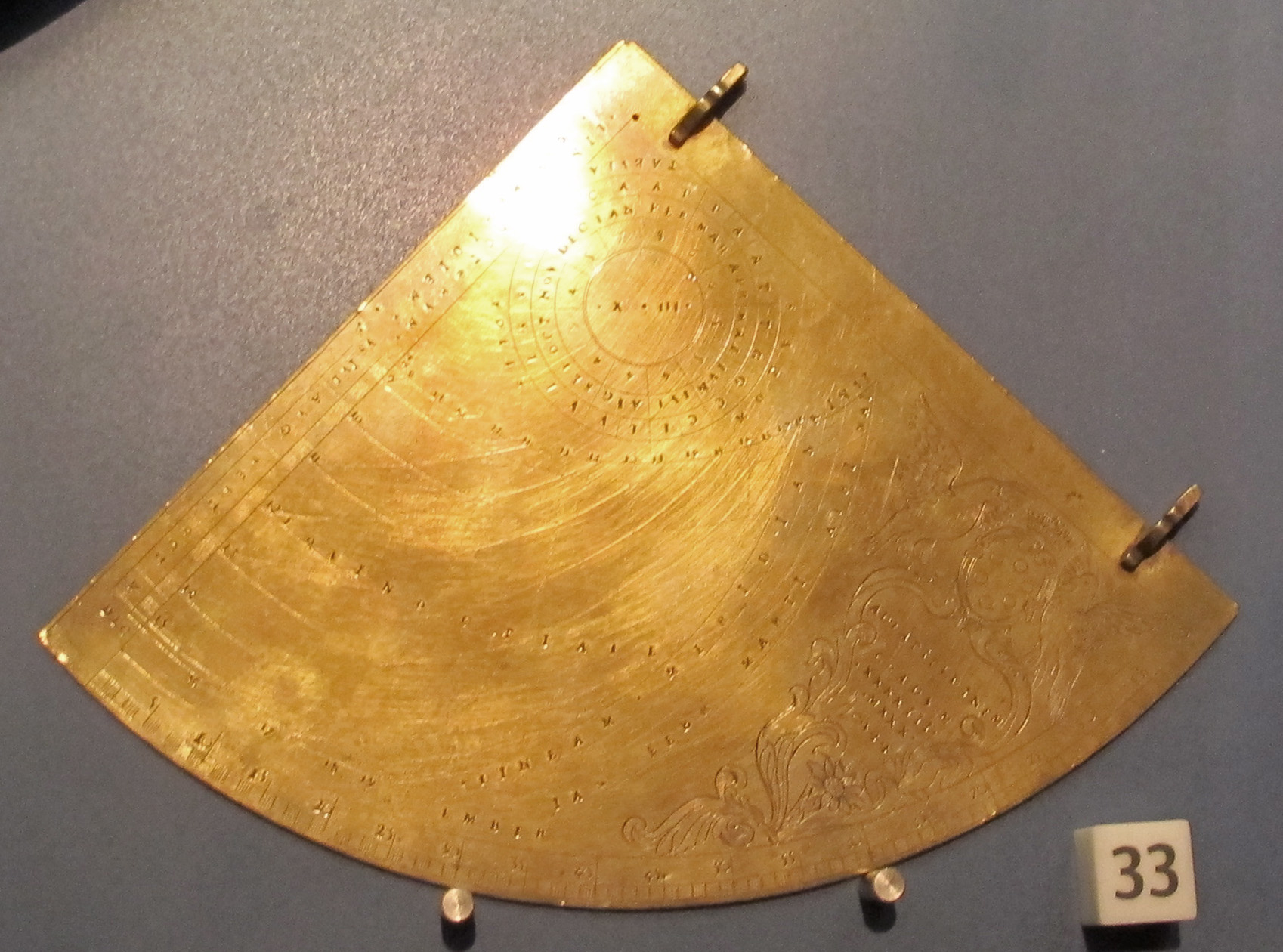
ガリレオ博物館に展示されている四分儀（1550年～1600年ころのもの）
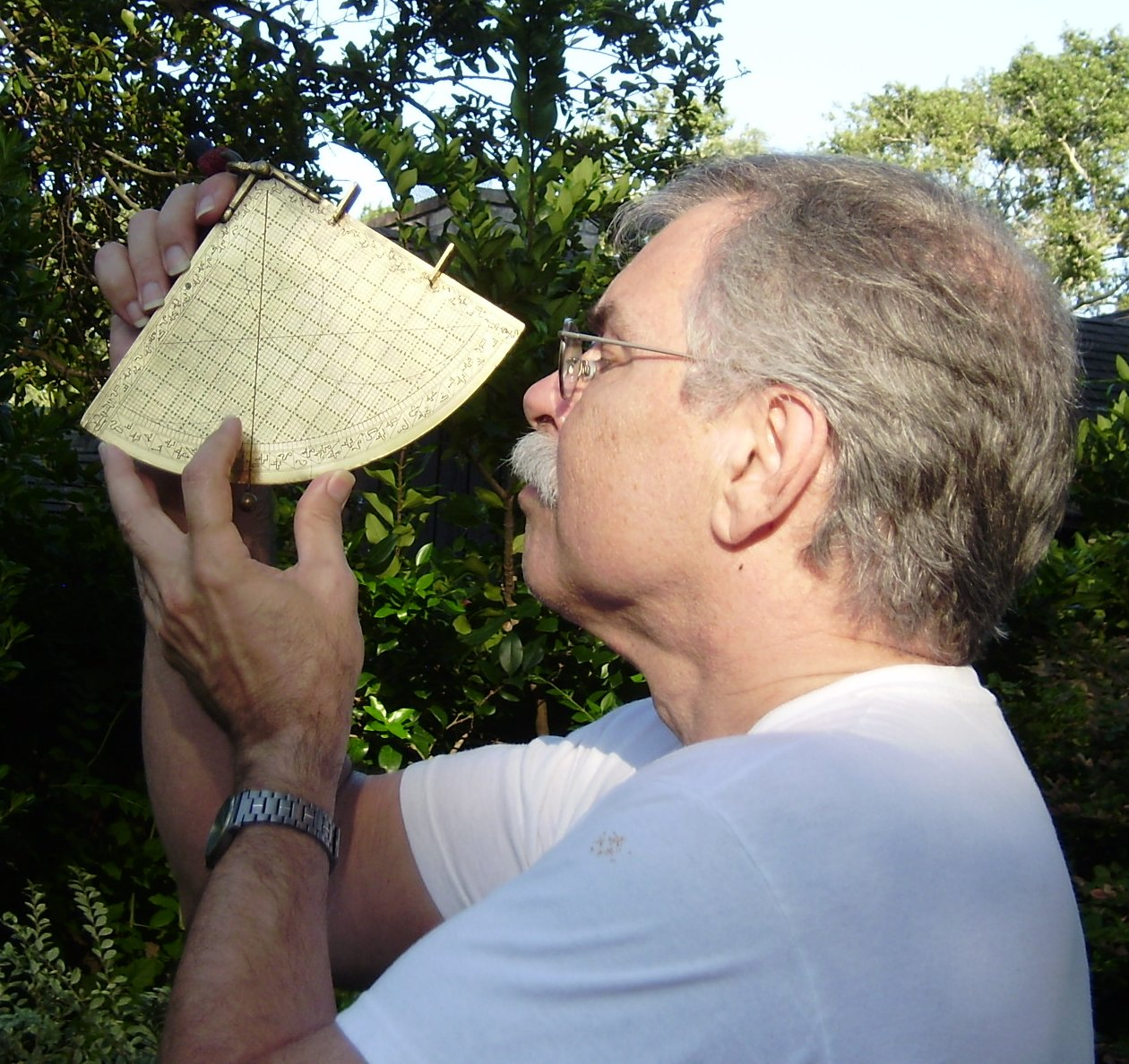
en:sine quadrantを使っている現代人
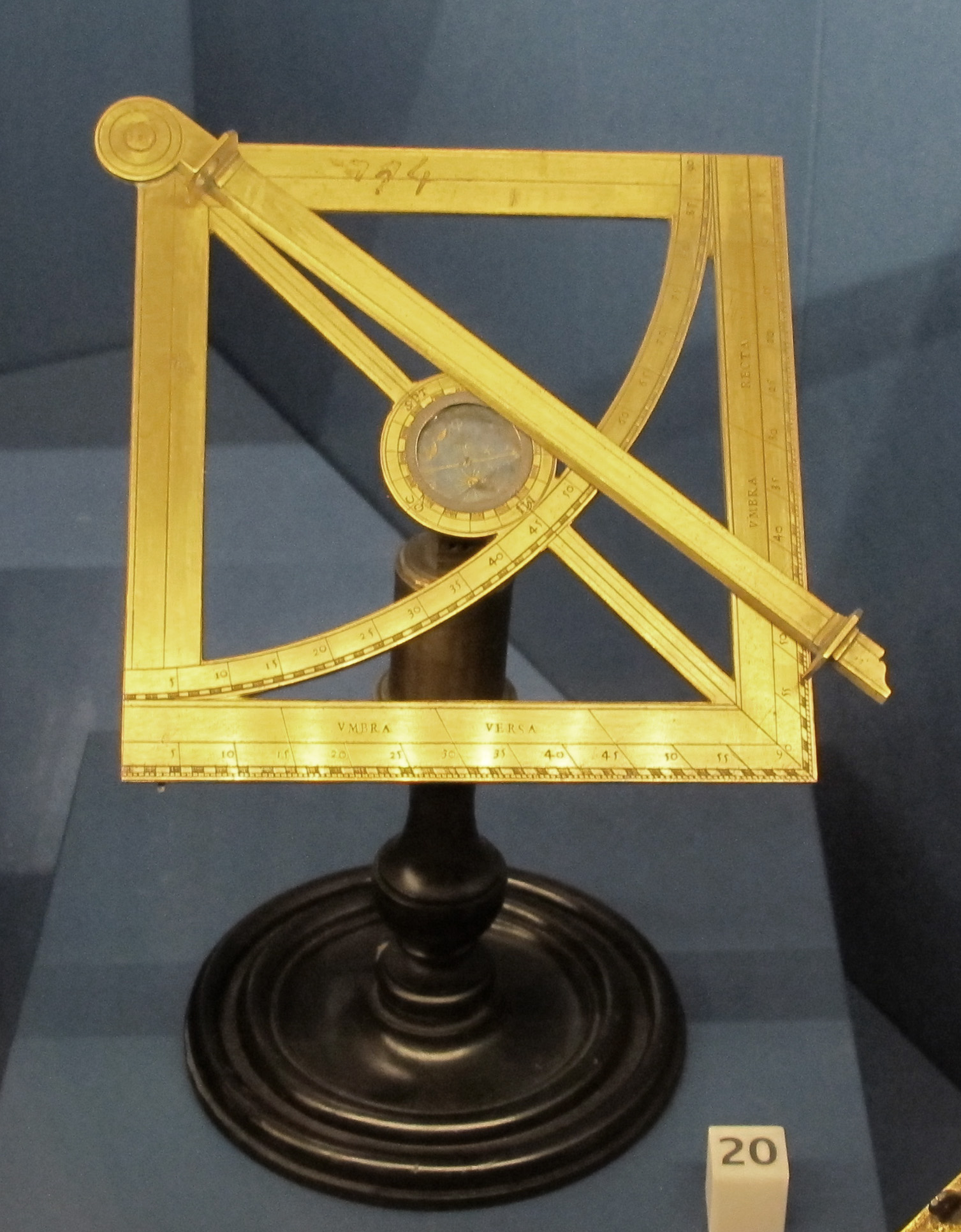
測量用四分儀
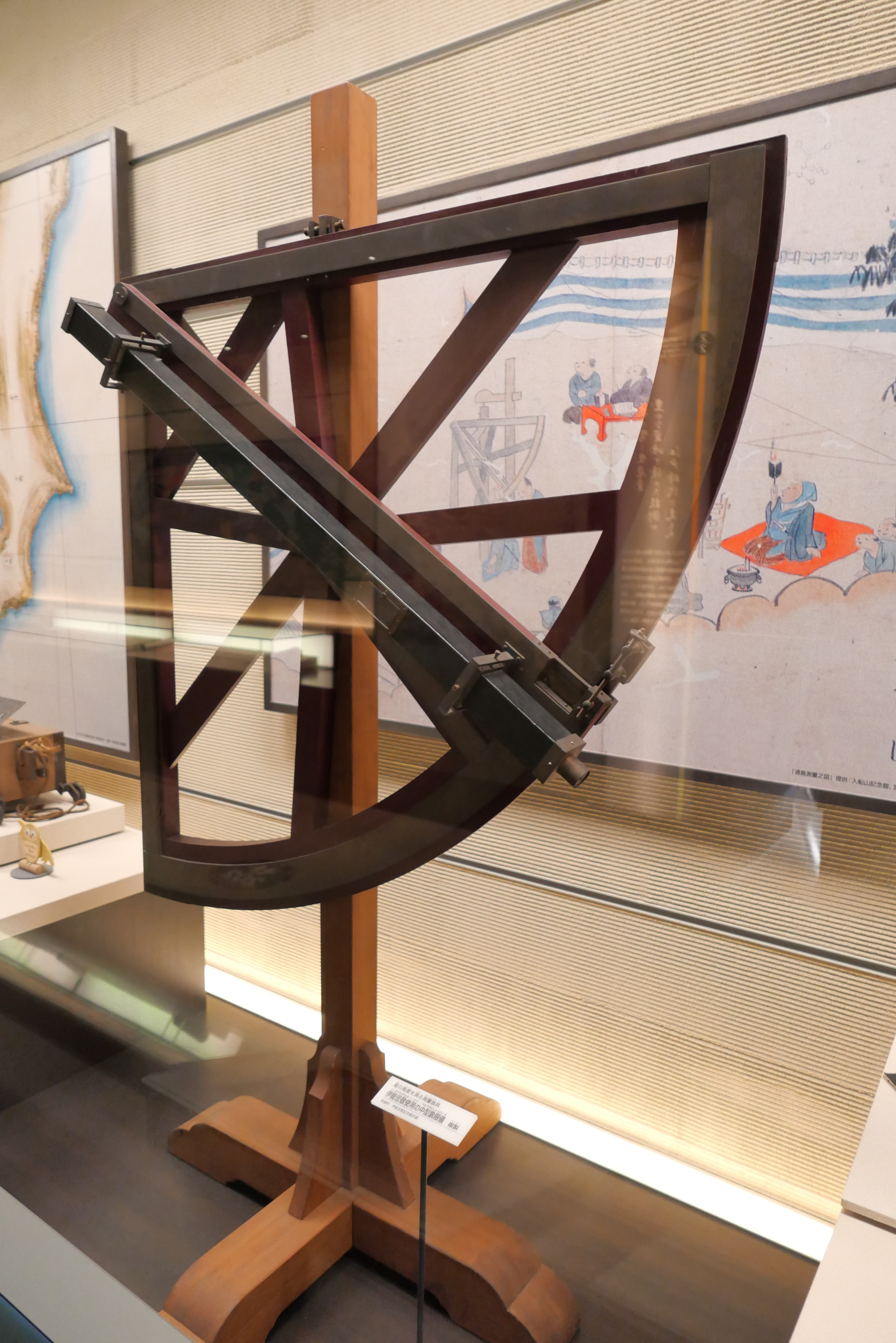
伊能忠敬が使用した中型象限儀の複製 （国立科学博物館）